# ロバート・アーサー・ジュニア
ロバート・アーサー・ジュニア（Robert Arthur, Jr.、1909年11月10日 - 1969年5月2日 ）は、アメリカ合衆国の推理作家。ラジオドラマの脚本を書きながら、『カリフォルニア少年探偵団』ものジュニア・ミステリなどでアメリカ推理作家協会からエドガー賞を受賞した。

## 著作リスト

### 長編

#### カリフォルニア少年探偵団
- 1964年 金庫館の謎  The Secret of Terror Castle
- 1965年 緑の幽霊の謎 The Mystery of the Green Ghost
- 1965年 ささやくミイラの謎 The Mystery of the Whispering Ghost
- 1966年 消えた秘宝の謎  The Mystery of the Vanishing Treasure
- 1967年 銀のクモの謎  The Mystery of the Silver Spider
- 1967年 燃える目の謎 The Mystery of the Fiery Eye
- 1968年 叫ぶ時計の謎  The Mystery of the Screaming Clock
- 1969年 話すどくろの謎 The Mystery of the Talking Skull

### 短編集
- 1949年 ガラスの橋 The Mystery of the Talking Skull [2]
  - ガラスの橋
  - マニング氏の金の木
  - 極悪と老嬢
  - 真夜中の訪問者
  - 天からの一撃
  - 住所変更
  - 消えた乗客
  - 非情な男
  - 一つの足跡の冒険
  - 三匹の盲ネズミ

### 短編

#### 時間旅行者
- 1949年 大金（謎の旅行者）  The Big Money
- 1951年 五十一番目の密室またはMWAの殺人    The 51st Sealed Room; or, The MWA Murder

#### ノンシリーズ
- 1957年 泥の中のボタン Button in the Mud
- 1958年 殺人計画 Speaking of Murder
- 1958年 絶体絶命 High Dive, Low Motive
- 1969年 ジョークスター The Jokester